# 24602 Mozzhorin
24602 Mozzhorin è un asteroide della fascia principale. Scoperto nel 1972, presenta un'orbita caratterizzata da un semiasse maggiore pari a 2,6364169 UA e da un'eccentricità di 0,2704243, inclinata di 4,40976° rispetto all'eclittica.